# 샤이닝 건담
샤이닝 건담(영어: Shining Gundam, 일본어: シャイニングガンダム)은 1994년에 방영된 TV 애니메이션 《기동무투전 G 건담》에 등장하는 모빌 파이터(MF)로 분류되는 가공의 유인 조종식 인간형 로봇 병기이다.
제13회 건담 파이트용으로 개발된 네오 재팬의 대표 모빌 파이터로 작품 전반부에서 주인공 도몬 캇슈의 탑승기이다. 일본의 갑옷과 같은 외관이 특징으로 파일럿(건담 파이터)의 정신 상태에 따라 3단계 모드로 변형·진화한다.
메카닉 디자인은 오오카와라 쿠니오가 담당하였다.

## 같이 보기
- 기동무투전 G 건담
- 갓 건담